# برترام ريفن
برترام ريفن (بالإنجليزية: Bertram Raven)‏ هو عالم نفس أمريكي، ولد في 26 سبتمبر 1926 في يونغزتاون في الولايات المتحدة.

## وصلات خارجية
- برترام ريفن على موقع الموسوعة البريطانية (الإنجليزية)